# Mlaskavka
Mlaskavka (angl. click consonant) je nepulmonická hláska vytvářená bez účasti hlasivek vdechovaným proudem vzduchu, kterému je v mluvidlech vytvořena překážka (závěr), nejčastěji rty, jazykem, hrtanem nebo vnitřními stranami líc.
Při artikulaci se vytvořená překážka náhlým pohybem posune dozadu, čímž se v prostoru před překážkou vytvoří podtlak a přetlakem zvnějšku se do ústní dutiny nažene vzduch. Tak vznikne zvuk podobný mlasknutí (odtud název).
Mlaskavky se dělí na
- bilabiální (zapisovaná v IPA jako ⊙), která vzniká rozrážením rtů směrem dovnitř (tzv. „kiss sound“)
- dentální (zapisovaná v IPA jako |),
- alveolární (zapisovaná v IPA jako ǃ),
- palatální (zapisovaná v IPA jako ǂ),
- laterální (zapisovaná v IPA jako ǁ).

Mlaskavky jsou typické pro některé africké jazyky, zejména pro jazyky kojsanské (tedy hotentotské a křovácké, např. namaština, koranština, ǃxũ, Juǀʼhoan), a některé jazyky bantuské (např. jazyky xhosa nebo sotho). Mlaskavky se vyskytují pouze v jazycích Afriky, jediný jazyk s mlaskavkou mimo Afriku je damin, kterým se mluví v Austrálii a který nemá žádné rodilé mluvčí, používá se pouze jako jazyk spirituální.
S artikulací základních mlaskavek v namaštině se lze seznámit na videu zde (v angličtině).